# Карафуто
Карафуто (на японски: 樺太廳) е бивша префектура на Япония, съществувала в южната част на остров Сахалин от 1907 до 1949 г.
Карафуто става част от територията на Японската империя през 1905 г. след Руско-японската война, когато частта от Сахалин южно от 50-и северен паралел е преотстъпена от Руската империя по силата на Портсмутския мирен договор. Официално Карафуто е организирана като външна територия на Япония през 1907 г., а от 1943 г. се счита за част от вътрешните земи на Япония. В състава ѝ влиза и малкият остров Кайбато.
Столица на префектурата до 1908 г. е Отомари (днес Корсаков), а от 1908 до август 1945 г. – Тойохара (Южносахалинск). Карафуто е окупирана от Съветския съюз през последните дни на Втората световна война (август 1945 г.). Японското население започва да бъде изселвано през октомври 1946 г. Впоследствие префектурата е превърната в съветската Сахалинска област и официално престава да бъде считана за част от Япония от 1 юни 1949 г., което е подкрепено от договора от Сан Франциско през 1951 г.